# 大内初夫
大内 初夫（おおうち はつお、1928年（昭和3年）8月16日 - 2003年（平成15年）9月13日）は、日本の国文学者。鹿児島大学名誉教授。専門は俳文学。

## 経歴
大分県日田市生まれ。九州大学国文科卒業。同大学院、佐賀龍谷短期大学（現・九州龍谷短期大学）助教授を経て、1958年、鹿児島大学教養部助教授、のちに教授。1982年、「近世九州俳壇史の研究」で、九州大学より文学博士の学位を取得。1994年、定年退官、名誉教授、ノートルダム清心女子大学教授。1999年、退職。
2003年9月13日、脳出血のため死去。75歳没。没後正四位勲三等旭日中綬章受勲。

## 著書
- 『芭蕉と蕉門の研究 芭蕉・洒堂・野坡考証と新見』桜楓社、1968
- 『近世九州俳壇史の研究』九州大学出版会、1983
- 『俳林逍遥 芭蕉・去来・諸九尼』勉誠社、1984
- 『近世の俳諧と俳壇と』和泉書院、1994

### 共編・校注
- 『湖白庵諸九尼全集』飯野松子、阿部王樹共編 湖白庵諸九尼全集刊行会、1960
- 『寛永廿一年誹諧千句』松江重頼編（校）西日本国語国文学会翻刻双書刊行会、1962
- 『九州古俳書年表稿』編 益山印刷所 (印刷)、1968
- 『古典俳文学大系 10 蕉門俳論俳文集』大礒義雄共校注 集英社、1970
- 『翻刻松の響集・波掛集』義仲寺史蹟保存会 義仲寺叢書、1972
- 『寛政期諸国俳人書簡集 太田可笛宛』田中道雄、石川八朗共校訂 義仲寺史蹟保存会 義仲寺叢書、1973
- 『蕉門俳論集』編 古典文庫、1974
- 『天明期諸国俳人書簡集 富田杜音宛』共校訂 落柿舎保存会 落柿舎叢書、1977
- 『続・蕉門俳論集』編 古典文庫、1979
- 『去来先生全集』尾形仂、櫻井武次郎、白石悌三、中西啓、若木太一共編 落柿舎保存会、1982
- 『向井去来 俳諧の奉行』日本の作家 若木太一共著 新典社、1986
- 『新日本古典文学大系 71 元禄俳諧集』櫻井武次郎、雲英末雄共校注 岩波書店、1994
- 『向井去来』編著 蝸牛社 蝸牛俳句文庫、1997
- 『去来・凡兆』編著 蝸牛新社 大活字俳句文庫、2002

## 参考
- 大内初夫先生略歴・研究業績目録 (大内初夫教授退官記念号) 国語国文薩摩路、1994
- 読売新聞訃報、叙勲記事